# Mały Dwór (Borcz)
Mały Dwór (kaszb. Môłi Dwòr) – część wsi Borcz w Polsce, położona w województwie pomorskim, w powiecie kartuskim, w gminie Somonino, 1 km na północ od drogi krajowej nr 20 ze Stargardu do Gdyni. Osada wchodzi w skład sołectwa Borcz. Na północ od miejscowości znajduje się rezerwat przyrody Jar rzeki Raduni.
W latach 1975–1998 miejscowość administracyjnie należała do województwa gdańskiego.